# Однорічні рослини
Однорі́чні росли́ни (однорічники) — рослини (зазвичай трав'янисті), життєвий цикл яких, включаючи дозрівання, цвітіння та смерть, займає один вегетаційний період. Приклад — горох, кольорова капуста, кріп. Багато однорічників використовують в декоративних цілях, оскільки мають яскраві та пишні квіти. Однорічні рослини — завжди трав'янисті, і майже ніколи не розмножуються вегетативно (за винятком культури тканин).
Протягом періоду від кількох тижнів до кількох місяців ці рослини накопичують поживні матеріали. Після чого, через гормональні зміни, викликані зміною природних умов (температури, світлового дня), рослина починає утворювати квітки. Утворення квіток, плодів і насіння швидко виснажує поживні резерви і часто приводить до смерті вегетативної частини рослини. Хоча виснаження поживних резервів часто супроводжує смерть рослини, це не обов'язково причина смерті. Здебільшого однорічні рослини є одноплідними.
Однорічні рослини використовують також й для садівництва квітів, наприклад у квітниках й ботанічних садах.

## Молекулярна генетика
У 2008 році було виявлено, що інактивація лише двох генів однорічної рослини призводить до перетворення її в багаторічну рослину. Дослідники вимкнули гени SOC1 і FUL, які відповідають за регулювання часу цвітіння в рослині виду Arabidopsis thaliana. Цей процес привів до появи фенотипів, характерних для багаторічних рослин, таких як формування деревини.